# Gabriela Potorac
Gabriela Potorac (Bacău, 6 febbraio 1973) è un'ex ginnasta rumena.

## Palmarès

### Olimpiadi
- 3 medaglie:
  - 2 argenti (Seul 1988 a squadre; Seul 1988 nel volteggio)
  - 1 bronzo (Seul 1988 nella trave)

### Mondiali
- 2 medaglie:
  - 1 argento (Stoccarda 1989 a squadre)
  - 1 bronzo (Stoccarda 1989 nella trave)

### Europei
- 1 medaglia:
  - 1 oro (Bruxelles 1989 nella trave)